# Thomas Fleming (Publizist)
Thomas J. Fleming (* 27. April 1945) ist ein US-amerikanischer römisch-katholisch-traditionalistischer Publizist.

## Leben
Fleming studierte Französisch und klassische Philologie (Griechisch und Latein) am College of Charleston und University of North Carolina at Chapel Hill. Nach der Promotion 1973 war er u. a. Dozent an der Miami University in Ohio und Lehrer.
Er war Gründungsmitglied der neo-konföderalen League of the South und mitbegründete das politische Magazin Southern Partisan. 1985 wurde er Herausgeber der paleokonservativ-orientierten Zeitschrift Chronicles: A Magazine of American Culture. Fleming ist zudem Präsident des konservativen Thinktank Rockford Institute sowie Autor mehrerer Bücher und von Beiträgen in u. a. The Spectator, Los Angeles Times, Washington Post, USA Today und National Review. 2015 trat er als Herausgeber von Chronicles zurück.
1988 erhielt er den American Values Award, 1995 den H. L. Mencken Award.
Er ist verheiratet und hat vier Kinder.

## Schriften (Auswahl)
- mit Paul Gottfried: The conservative movement. Twayne Publishers, Boston 1988, ISBN 0-8057-9723-8.
- The politics of human nature. Transaction Books, New Brunswick 1988, ISBN 1-56000-693-5.
- Montenegro: the divided land. Chronicles Press, Rockford 2002,  ISBN 0-9619364-9-5.
- The morality of everyday life: rediscovering an ancient alternative to the liberal tradition. University of Missouri Press, Columbia 2004, ISBN 0-8262-1509-2.

## Weblink
- Thomas Fleming beim Rockford Institute

| Personendaten    | Personendaten                                                       |
| ---------------- | ------------------------------------------------------------------- |
| NAME             | Fleming, Thomas                                                     |
| ALTERNATIVNAMEN  | Fleming, Thomas J.                                                  |
| KURZBESCHREIBUNG | US-amerikanischer römisch-katholisch-traditionalistischer Publizist |
| GEBURTSDATUM     | 27. April 1945                                                      |